# ルーサット
LUSAT-1は、アルゼンチンの最初の人工衛星。正式にはL.U.SATと表記し、OSCAR19、LO-19とも呼ばれる。アルゼンチンの国家機関ではなく民間による打ち上げとなった。
AMSATアルゼンチン支部がアマチュア無線へのより近代的な通信の提供を目的に設計、開発を行った。通信用には2mバンドのアップリンクと70cmバンドのダウンリンクが可能なデジピーターが搭載されていた。また、地上観測用のカメラも搭載されていた。
打ち上げはアリアンスペース社が請け負い、アリアン4号で1990年1月22日フランス領ギアナのギアナ宇宙センターから打ち上げられた。
2014年時点でトランスポンダは利用不可能であるが、テレメトリデータの送信は行われていた。

## 註